# Bannière autonome daur de Morin Dawa
La bannière autonome daur de Morin Dawa (chinois : 莫力达瓦达斡尔族自治旗 ; pinyin : mòlìdáwǎ dáwò'ěrzú zìzhìqí ; daur : Morin Dawaa Daor weerie ixkiewu guasei ; mongol : ᠮᠣᠷᠢᠨ
ᠳᠠᠪᠠᠭ᠎ᠠ
ᠳᠠᠭᠤᠷ
ᠥᠪᠡᠷᠲᠡᠭᠡᠨ
ᠵᠠᠰᠠᠬᠤ
ᠬᠣᠰᠢᠭᠤ, VPMC : Morin Dabaɣ-a Daɣur öbertegen jasaqu qosiɣu, cyrillique : Морин Даба-а Даур өбэртэгэн жасақу қосиу, MNS : Morin Daba-a Daur öbertegen jasaku kosiu) est une subdivision administrative de la région autonome de Mongolie-Intérieure en Chine. Elle est placée sous la juridiction de la ville-préfecture d'Hulunbuir.

## Démographie
La population de la bannière était de 288 124 habitants en 1999.